# عبد الرحمن كعكي
عبد الرحمن كعكي (مواليد 30 مارس 1986) هو سبّاح لبناني، مثّل بلاده في الألعاب الأولمبية الصيفية 2004.

## روابط خارجية
عبد الرحمن كعكي على موقع الاتحاد الدولي للسباحة (الإنجليزية)
- عبد الرحمن كعكي على موقع أوليمبيديا (الإنجليزية)